# Serrat dels Alous
El Serrat dels Alous és una serra situada entre els municipis de Calders, a la comarca del Moianès, i Talamanca, a la del Bages, amb una elevació màxima de 429 metres.